# Bayahibe
Bayahibe är en ort i Dominikanska republiken.   Den ligger i provinsen La Altagracia, i den östra delen av landet, 120 km öster om huvudstaden Santo Domingo. Antalet invånare är 2 000.
Terrängen runt Bayahibe är platt. Havet är nära Bayahibe åt sydväst. Runt Bayahibe är det ganska tätbefolkat, med 72 invånare per kvadratkilometer. Närmaste större samhälle är La Romana, 15,5 km väster om Bayahibe. I omgivningarna runt Bayahibe växer i huvudsak städsegrön lövskog.